# Oreochromis mweruensis
Oreochromis mweruensis är en fiskart som beskrevs av Trewavas, 1983. Oreochromis mweruensis ingår i släktet Oreochromis och familjen Cichlidae. IUCN kategoriserar arten globalt som livskraftig. Inga underarter finns listade i Catalogue of Life.